# Targoum Neofiti
Le Targoum Neofiti ou Targoum des Néophytes, est un Targoum occidental sur le Pentateuque.

## Histoire
Légué en 1587 par Andrea de Monte, un juif marocain converti au christianisme, à son ami Ugo Boncompagni, lui aussi converti ayant pris le nom du pape Grégoire XIII lors de son baptême en 1582, ce Targoum fut déposé au Collège des Néophytes de Rome, établissement principalement destiné à l’instruction des néophytes juifs ou musulmans et où l'hébreu était enseigné. Le document, intitulé objet n⁰1, comporte 450 folios qui couvrent l’ensemble du Pentateuque à l’exception de quelques versets endommagés, ainsi que les notes marginales de De Monte et ses amendements lorsqu’il perçoit une lecture pouvant mener à l’idolâtrie.
Le document est racheté en 1886 par le Vatican lorsque le Collège ferme ses portes, et catalogué comme exemplaire du Targoum Onkelos. Celui-ci étant bien connu, le manuscrit tombe dans l’oubli jusqu’en 1949, où le professeur Jose Maria Millas Vallicrosa et le prêtre catholique Alejandro Díez Macho perçoivent ses différences de langage et d’interprétation avec le Targoum Onkelos: le Targoum dit des Néophytes est en effet rédigé dans un judéo-araméen occidental, ce qui en situe l’origine en terre d’Israël alors que le Targoum Onkelos a été retranscrit en judéo-araméen de Babylone. Il est par ailleurs le document occidental le plus complet car les Targoumim fragmentaires et le Targoum attribué à Jonathan n’en commentent pas la moitié. Moins étendu que ce dernier mais davantage que le Targoum Onkelos, le Targoum Neofiti présente une certaine ressemblance avec certains Targoumim fragmentaires et semble par conséquent s’en être inspiré.
Nombre d’interprétations contenues dans le Targoum diffèrent de celles des rabbins, et ce fait conjugué à des termes historiques ou géographiques tombés en désuétude après le Ier siècle, font conclure à Diez Macho que le Targoum des Néophytes a été rédigé à cette époque. Martin McNamara juge toutefois ces arguments spéculatifs et situe le Targoum aux alentours du IVe siècle.